# Chrysasura wollastoni
Chrysasura wollastoni är en fjärilsart som beskrevs av Rothschild 1916. Chrysasura wollastoni ingår i släktet Chrysasura och familjen björnspinnare. Inga underarter finns listade i Catalogue of Life.